# 大前站

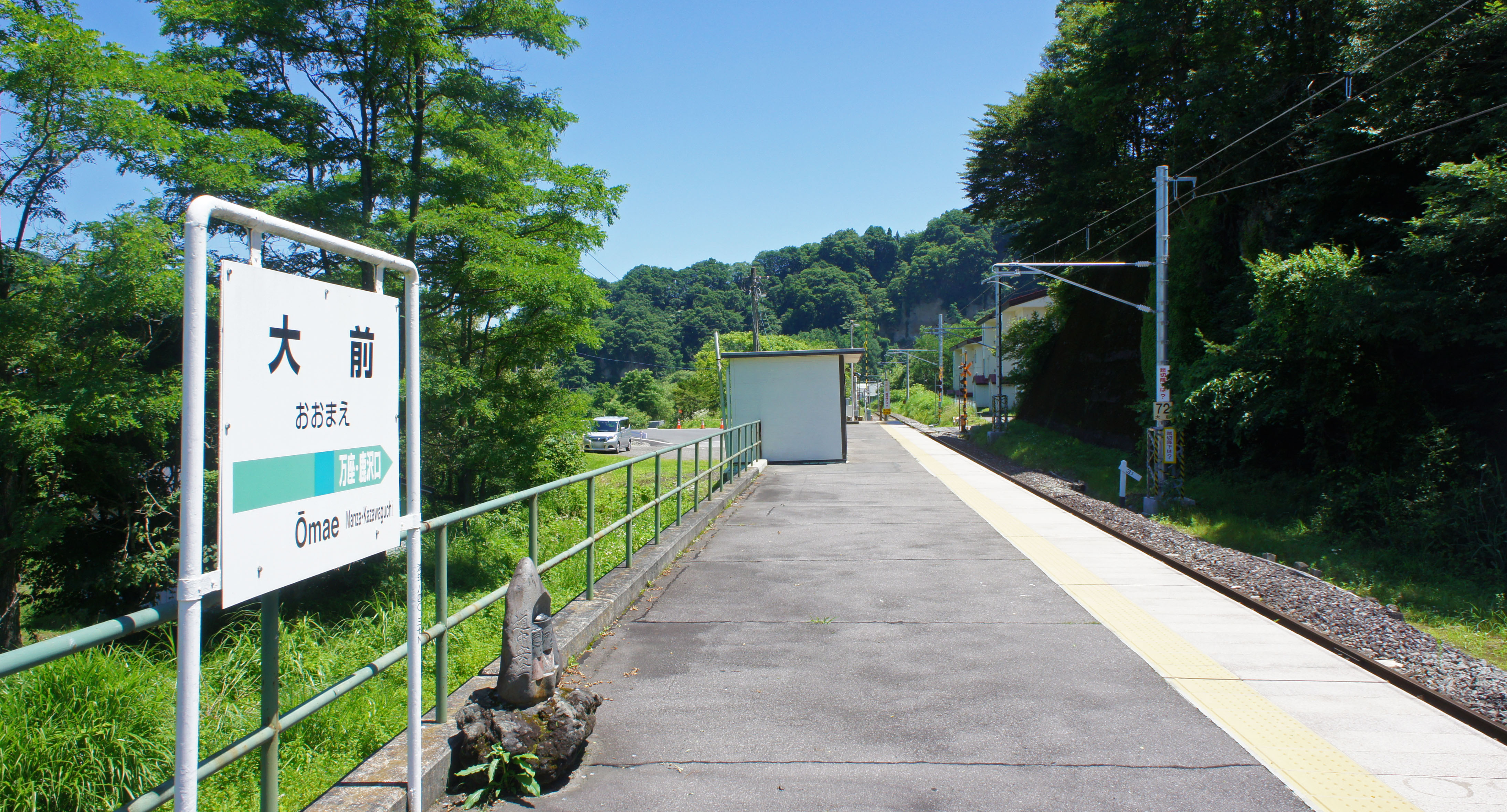
月台(2021年7月)

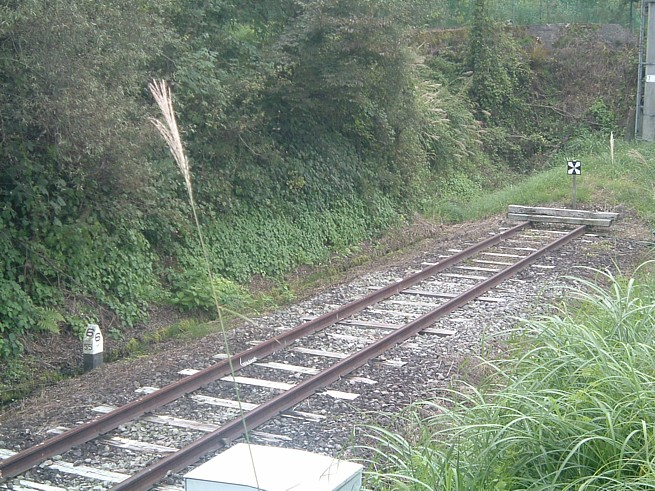
吾妻線終點附近的55.6公里里程碑（2014年9月30日前的公里數）

大前站（日语：／ Ōmae eki */?）是位於群馬縣吾妻郡嬬戀村大字大前，東日本旅客鐵道（JR東日本）的吾妻線車站（終點站）。
大部分列車都會在鄰站萬座·鹿澤口站折返，而停靠此站的列車中，設有4班普通列車到達到站，設有5班普通列車前往新前橋、高崎方向。車站位於海拔840.4米。同時，此站位於群馬縣內和關東地方最西車站（以普通鐵道計算）。

## 歷史
- 1971年（昭和46年）3月7日：吾妻線長野原站至此站之間開通，此站啟用[1]。
- 1987年（昭和62年）4月1日：伴隨國鐵分割民營化，車站由東日本旅客鐵道（JR東日本）營運[2]。
- 2014年（平成26年）10月1日：此站編入至東京近郊區間[3]。

## 車站構造
本站是地面車站，設有1面1線的單式月台。月台上設有混凝土建造的候車室，候車室內設有廁所。另外也設有車站筆記本。此站是由長野原草津口站管理的無人車站。與鄰站萬座·鹿澤口站相異，此站不可使用Suica等IC卡。
此站的月台只可容納4卡編成分的列車。在月台後方至路線盡頭之間設有約100米的路軌。由於該段路軌設有架空電纜，特急「草津」使用651系電動列車7卡編成車輛可停靠此站。通常此站只有普通列車停靠。在假日季節時候，吾妻線增加臨時列車班次時候，臨時列車會前往此站進行待避，然後以不載客列車折返。
此站曾經計劃途經嬬戀村中心後連接信越本線（現時：信濃鐵道北信濃線）豐野站。

## 使用狀況
以下為1日平均乘車人次：
| 年度   | 一日平均 乘車人次 |
| ------ | ----------------- |
| 2002年 | 42                |
| 2003年 | 52                |
| 2004年 | 52                |
| 2005年 | 50                |
| 2006年 | 62                |
| 2007年 | 49                |
| 2008年 | 48                |
| 2009年 | 38                |
| 2010年 | 46                |
| 2011年 | 50                |
| 2012年 | 52                |
| 2013年 | 50                |

在2014年以後由於成為無人車站，因此沒有發布數據。

## 車站周邊
- 嬬戀村公所（距離350米）
- 六里原
- 吾妻川（日语：吾妻川）
- 國道144號、國道406號（日语：国道406号）

嬬戀溫泉「嬬戀館」在2017年10月9日結業。

## 相鄰車站
東日本旅客鐵道（JR東日本）
■吾妻線
萬座·鹿澤口－大前

## 注腳

### 使用狀況
1. ↑  在單獨線終點站的JR東日本無人站中，除了此站外，還有鶴見線扇町站（本線）、大川站（大川支線）、海芝浦站（海芝浦支線）和久留里線上總龜山站。

## 外部連結
- 車站資訊（大前）：東日本旅客鐵道（日語）